# Miss You (bài hát của Westlife)
"Miss You" là một bài hát nổi tiếng do Jake Schulze và Rami Yacoub sáng tác. Ca khúc được thu âm ban đầu như một bản ballad, bởi ban nhạc Ireland Westlife.

## Bài hát của Westlife
| Bảng xếp hạng                           | Vị trí cao nhất |
| --------------------------------------- | --------------- |
| Irish Singles (Official Charts Company) | 96              |

## Phiên bản của Basshunter
| Đánh giá chuyên môn | Đánh giá chuyên môn |
| Nguồn đánh giá      | Nguồn đánh giá      |
| Nguồn               | Đánh giá            |
| ------------------- | ------------------- |
| BBC                 | [ 1 ]               |

Gần một thập kỉ sau, ca sĩ và DJ Thụy Điển Basshunter thực hiện một bản cover của bài hát dưới dạng nhạc dance với tựa đề "I Miss You".

### Danh sách track
- 2-track CD single

1. "I Miss You" (Radio Edit)
2. "Basshunter Megamix"

- Maxi CD single

1. "I Miss You" (Radio Edit)
2. "I Miss You" (Fonzerelli Edit)
3. "I Miss You" (Album Edit)
4. "I Miss You" (Fonzerelli Remix)
5. "I Miss You" (Headhunters Remix)
6. "I Miss You" (Video) + other bonus content

### Bảng xếp hạng
| Bảng xếp hạng (2008)                | Vị trí cao nhất |
| ----------------------------------- | --------------- |
| Châu Âu Hot 100 Singles (Billboard) | 87              |
| Anh Quốc (OCC)                      | 32              |

| Bảng xếp hạng (2009)          | Vị trí cao nhất |
| ----------------------------- | --------------- |
| CIS (Tophit)                  | 108             |
| Đức (GfK)                     | 70              |
| Ireland (Dance Chart)         | 1               |
| Thụy Điển (Sverigetopplistan) | 46              |